# Danny Hoesen
Danny Hoesen (Heerlen, 15 gennaio 1991) è un ex calciatore olandese, di ruolo attaccante.

## Caratteristiche tecniche
Il suo ruolo naturale è quello di punta centrale ma può anche ricoprire il ruolo di ala.

## Carriera

### Club
Dopo aver esordito con il Fortuna Sittard giocando una partita del campionato olandese, passa alla squadra inglese del Fulham, che lo inserisce nel settore giovanile.
Nell'aprile del 2010 viene prestato ai finlandesi dell'HJK Helsinki con cui gioca 12 partite di campionato segnando 2 gol.
Torna per fine prestito al Fulham all'inizio della stagione 2010-2011, dopo aver giocato con l'HJK Helsinki una partita di qualificazione alla Champions League il 14 luglio 2010.
Nel 2011/2012 gioca di nuovo in prestito nel Fortuna Sittard: gioca 33 partite segnando 13 gol.
Il 26 agosto 2012 si trasferisce all'Ajax firmando un contratto di tre anni con opzione per un'altra stagione.
Segna il suo primo gol il 17 novembre seguente all'esordio in Eredivisie nel 2-0 al VVV-Venlo.
Quattro giorni dopo segna un gol anche all'esordio in Champions nella sconfitta interna per 1-4 con il Borussia Dortmund.
Il 31 gennaio 2014 si trasferisce al PAOK con la formula del prestito con diritto di riscatto.

### Nazionale
Ha giocato nelle nazionali giovanili olandesi Under-17 ed Under-21; con quest'ultima ha anche partecipato agli Europei di categoria nel 2013.

## Palmarès

### Club

#### Competizioni nazionali
- Campionato olandese: 1

Ajax: 2012-2013
- Coppa dei Paesi Bassi: 1

Groingen: 2014-2015
- Supercoppa dei Paesi Bassi: 1

Ajax: 2013